# Barbus calidus
Barbus calidus är en fiskart som beskrevs av Barnard, 1938. Barbus calidus ingår i släktet Barbus och familjen karpfiskar. IUCN kategoriserar arten globalt som sårbar. Inga underarter finns listade.